# Aransís
Aransís es una localidad española perteneciente al municipio catalán de Gavet de la Conca, en la provincia de Lérida. 

## Historia
La localidad pertenece al término municipal leridano de Gavet de la Conca, en la comunidad autónoma de Cataluña. 
Antaño un municipio, Aransís contaba hacia mediados del siglo XIX con una población entre 178 y 225 habitantes. En 2021 el núcleo de población tenía 28 y la entidad singular de población 31. Aparece descrita en el segundo volumen del Diccionario geográfico-estadístico-histórico de España y sus posesiones de Ultramar de Pascual Madoz de la siguiente manera:

ARANSIS: l. con ayunt. en la prov. de Lerida (18 horas), part. jud., adm. de rent. y oficialato de Tremp (3), aud. terr. y c. g. de Cataluña (Barcelona 34), dióc. de Seo de Urgel (16), sit. en llano, y aunque por el lado del S. se eleva un pequeño cerro, este no impide la libre ventilacion; el clima es frio, pero bastante saludable y las enfermedades mas frecuentes algunos catarros y pulmonias. Tiene 49 casas en general de un solo piso, mala fábrica y escasa comodidad, distribuidas en una pequeña plaza, y en varias calles llanas, pero mal empedradas, una igl. parr. dedicada al Apóstol San Pedro, servida por un cura párroco llamado rector, cuyo destino es de primer ascenso, y lo provee S. M. ó el diocesano segun los meses en que vaca, y mediante oposicion en concurso general; y una ermita bajo la advocacion de San Fructuoso, construida en los alrededores del pueblo, la cual ninguna particularidad ofrece. Cerca del mismo se encuentra el cementerio en parage poco á proposito; y no lejos una fuente de esquisitas aguas, las que juntamente con otras que nacen á mayor dist. aprovechan los vec. para surtido de sus casas, y otros usos. Confina el térm. por N. con los de Conques y Figuerola, por E. y S. con el de Llimiana, y por O. con este último y con el de Gavet; estendiéndose de N. á S. 1 1/4 de hora, y de E. á O. 1 hora. Dentro del mismo se encuentran dos masias ó casas de campo, llamada la una del marques, y la otra Torre de Feliú. Pasa por esta circunferencia un riach. denominado de Conques, cuyas aguas utilizan los hab. para riego de algunos trozos de tierra, y para dar impulso á un molino harinero, que existe á 1 h. N. del pueblo, y es propiedad de la casa de Feliú en Figuerola. El terreno aunque forma un pequeño declive hácia el espresado riach. puede decirse que es llano, y de mediana calidad, y rinde comunmente el 4 por 1 de sembradura; carece de bosques, y el poco arbolado que hay se halla en las márg. de las heredades y en lo interior de estas; las tierras ó monte comunal no produce otra cosa que arbustos, matorrales y yerbas de pasto. Por las inmediaciones del pueblo cruza el camino de herradura que dirige de la Conca de Tremp á Artesa de Segre por el atajo llamado pas nou, pero es muy poco transitado por hallarse en mal estado. prod. trigo, centeno, cebada avena, muchas patatas, legumbres, algun vino y aceite, y pocas hortalizas y frutas; sostiene ganado vacuno, lanar y cabrio; y hay caza poco abundante de liebres, conejos y perdices: pobl.: segun los datos oficiales 18 vec. 178 alm.: y con arreglo á noticias particulares 50 vec. y 225 alm.: cap. imp. 39,900 rs. El señorio de este pueblo pertenecia al duque de Hijar, quien nombraba alc. y cobraba los diezmos, escepto una pequeña parte que con la primicia correspondia al párroco.
(Madoz, 1845, p. 446)

## Demografía
| Gráfica de evolución demográfica de Aransis entre 1842 y 1960 |
| |
| Población de derecho según los censos de población del INE Población de hecho según los censos de población del INEEn estos censos se denominaba Sant Miquel de la Vall: 1897, 1900, 1910, 1920, 1930 y 1940 Entre el censo de 1857 y el anterior, crece el término del municipio porque incorpora a 255332 (Sant Martí de Barcedana). Entre el censo de 1970 y el anterior, este municipio desaparece porque se integra en el municipio 25098 (Gabet de la Conca) |